# Station Auxerre-Saint-Gervais
Station Auxerre Saint-Gervais is een spoorwegstation in de Franse gemeente Auxerre.